# Conomorphus gracilicornis
Conomorphus gracilicornis es una especie de coleóptero de la familia Mycteridae.

## Distribución geográfica
Habita en Guatemala y la Guayana Francesa.